# 樊子蓋
樊 子蓋（はん しがい、545年 - 616年）は、北斉から隋にかけての軍人・政治家。字は華宗。本貫は廬江郡。

## 経歴
子蓋の祖父の樊道則は、南朝梁の越州刺史となった。子蓋の父の樊儒は、侯景の乱のときに南朝梁から北斉へと亡命し、官は仁州刺史に上った。子蓋は北斉の武興王行参軍を初任とし、慎県令として出向し、汝北郡と陳郡の2郡の太守をつとめ、員外散騎常侍の位を受け、富陽県侯に封じられた。北周の武帝が北斉を平定すると、子蓋は北周に降って儀同三司の位を受け、郢州刺史をつとめた。
581年（開皇元年）、隋が建国されると、子蓋は儀同として郷土の兵を率いた。後に樅陽郡太守に任じられた。589年（開皇9年）の南朝陳に対する征戦に参加し、功績により上開府の位を加えられ、上蔡県伯に改封された。辰州刺史に任じられ、まもなく嵩州刺史に転じた。母が死去したため離職して喪に服した。喪が明けないうちに斉州刺史に任じられ、固辞したが許されなかった。594年（開皇14年）、循州総管に転じた。598年（開皇18年）に入朝して嶺南の地図を献上すると、文帝から良馬雑物を賜り、統四州の任を加えられた。子蓋が任所に帰ろうとすると、文帝は光禄少卿の柳謇之を派遣して灞上で餞別させた。
604年（仁寿4年）、煬帝が即位すると、子蓋は長安に召還され、涼州刺史に転じた。銀青光禄大夫・武威郡太守の任を受け、善政で知られた。607年（大業3年）に入朝すると、煬帝に内殿に召し出され、特別に褒美を受けた。太守のまま金紫光禄大夫の位に進められた。
609年（大業5年）、煬帝が西巡し、吐谷渾に入ろうとした。子蓋はかの地に瘴気が多いことから、霧露を防ぐために青木香を献上した。煬帝が帰還すると、子蓋は太守のまま右光禄大夫の位を受けた。
610年（大業6年）、煬帝が隴川宮に避暑し、さらに河西に行幸したいと言い出すと、子蓋は先触れとして郡境を巡回したいと志願した。この年、子蓋は江都宮で煬帝の朝見を受けた。煬帝は「富貴な者は故郷に帰らなければ、錦を着て夜行くようなものだ」といって、子蓋の故郷の廬江郡に3000人を集めさせ、米と麦6000石を賜り、墳墓に使者を参らせ、故老と宴会した。当時にこれは光栄なこととされた。611年（大業7年）、召還されて民部尚書に任じられた。ときに西突厥の曷薩那可汗と高昌王麴伯雅が服属を求めていたため、子蓋は再び武威郡太守を検校して、2国の応接にあたった。
612年（大業8年）、煬帝が高句麗遠征の軍を起こすと、子蓋は召還されて左武衛将軍となり、長岑道に進出した。その後は煬帝の宿衛として進軍しなかった。子蓋は尚書のまま左光禄大夫の位に進んだ。この年、煬帝が東都に帰還すると、子蓋は涿郡の留守をつとめた。613年（大業9年）、煬帝が再び高句麗遠征の軍を起こすと、子蓋は東都の留守を命じられた。楊玄感の乱が起こり、反乱軍が洛陽に迫ると、子蓋は河南賛治の裴弘策を派遣して迎撃させたが、敗北して帰ってきた。子蓋は裴弘策を斬って遺体をさらさせた。さらに国子祭酒の楊汪に小さな無礼のかどがあったため、子蓋は楊汪を斬ろうとした。楊汪が叩頭して流血するまで謝罪したため、しばらくして赦免させた。洛陽の三軍は子蓋の厳酷ぶりに戦慄しない者はなく、将吏たちもあえて子蓋を仰ぎ見ようとしなかった。楊玄感は洛陽城を鋭く攻め立てたが、子蓋は防備を設けてほつれをつくろったため、長らく攻め落とすことができなかった。来護児らが救援にやってくると、楊玄感は洛陽の包囲を解いて去った。子蓋が処刑した者はおよそ数万人に及んだ。
子蓋は河南郡内史を検校した。煬帝が高陽に到着すると、子蓋は追って行在所にやってきた。引見を受けると、煬帝はかれをねぎらい、「むかし漢の高祖は蕭何を関西に留め、光武帝は寇恂に河内を委ねたというが、公はその類の人である」と賞賛した。子蓋は尚書のまま光禄大夫の位に進み、建安侯に封じられた。子蓋は固辞したが、煬帝は許さなかった。煬帝は子蓋に洛陽の留守と孫の越王楊侗と代王楊侑の教導を委ねた。
614年（大業10年）冬、煬帝が東都に帰還すると、子蓋は楊玄感と戦った功績を嘉されて、爵位を進めて済北公となった。
615年（大業11年）、子蓋は煬帝の汾陽宮への巡幸に従った。雁門にいたって、煬帝は突厥に包囲された。煬帝は精鋭の騎兵をもって包囲を脱出しようと計画したが、子蓋は万乗の主の立場で軽々しく動かないようにと諫めた。煬帝は子蓋の意見に従った。その後に隋の援兵がやってくると、突厥は包囲を解いて撤退していった。煬帝に従って東都に帰還した。
ときに絳郡の敬盤陀・柴保昌らの反乱軍数万が郡県を攻略して、汾州や晋州はこれに苦しめられていた。煬帝は子蓋に反乱討伐を命じた。子蓋は順逆の区別なく、汾水の北の村落を全て焼いたため、人々は驚愕して、相次いで反乱軍に投じた。また隋軍に降伏した者は、老若にかかわらずみな穴埋めにした。子蓋は数万の兵を率いていたが、年を経ても反乱軍を破ることができず、煬帝の命により召還された。さらに兵を率いて宜陽の反乱軍を討とうとしたが、病のため中止された。616年（大業12年）7月壬戌、京の邸で死去した。享年は72。開府儀同三司の位を追贈され、諡は景といった。

## 伝記資料
- 『隋書』巻63 列伝第28
- 『北史』巻76 列伝第64